# Северокавказский
Северокавказский — хутор в Новокубанском районе Краснодарского края.
Входит в состав Ковалевского сельского поселения.

## География
Расположен в северной части Новокубанского района на правом берегу реки Кубань. Находится в 15 км к северо-востоку от районного центра — Новокубанск и в 22 км к северу от Армавира.
Граничит с землями населённых пунктов: Красная Звезда на севере, Ляпино на востоке и Прочноокопская на юге. На противоположном берегу реки Кубань расположены город Новокубанск и центр сельского поселения — село Ковалевское.
Населённый пункт расположен на Прикубанской равнине. Рельеф преимущественно холмистый, без резких колебаний относительных высот. Средние высоты на территории хутора составляют 222 метра над уровнем моря.

## История
К середине марта 1778 года Александр Суворов достиг речки Камышеватой. Верстах в двадцати выше от неё, он выехал к огромной балке, по которой протекала речка, верховье которой терялось где-то на северо-востоке среди холмистой степи. На карте, составленной в начале 1777 года перед строительством Азово-Моздокской кордонной линии, эта речка названа Барсуклой. А на других картах, она именовалась как Ояруп или Горькая.  
Здесь на левом склоне балки, которая в устье имела ширину около версты, Суворов выбрал место для крепости, вначале названной по речке Ояруп. Однако вскоре Суворов переименовал её в крепость Царицынскую. Это крепость являлась самой восточной в Кубанской кордонной линии. Однако к этому времени силы и средства у Суворова были истощены, и крепость была преобразована в малое укрепление — фельдшанец.
Спустя несколько лет, в цитадели бывшей крепости генерал Текелли поставил коммуникационный пост Царицынский, который просуществал до завершения Кавказской войны. Тогда же у его валов возник хутор Северокавказский.

## Население
| 2002 | 2010 |
| ---- | ---- |
| 556  | ↗595 |

Национальный состав
По данным Всероссийской переписи населения 2010 года:
| Народ    | Численность, чел. | Доля от всего населения, % |
| -------- | ----------------- | -------------------------- |
| русские  | 525               | 82,2 %                     |
| немцы    | 32                | 5,4 %                      |
| черкесы  | 10                | 1,7 %                      |
| украинцы | 8                 | 1,3 %                      |
| другие   | 20                | 3,4 %                      |
| всего    | 595               | 100 %                      |